# Larsgunnar Nilsson
Lennart Larsgunnar Nilsson, född 8 maj 1947 i Tranemo församling, är en svensk hållfasthetsteoretiker. Han utsågs 1990 till professor i hållfasthetslära vid Linköpings tekniska högskola. Hans forskning där har främst behandlat mekaniska kontakt- och stötproblem, ofta med tillämpning inom fordonsindustrin. 
Nilsson blev 1973 civilingenjör vid Chalmers tekniska högskola i Göteborg. Han disputerade och blev docent vid Chalmers 1979. Efter det var han verksam vid Luleå tekniska högskola där han var professor i datorstödd konstruktion 1983–1987.
Under åren 1985-1989 var Nilsson anställd som specialist och i olika chefsroller vid Saab Scania AB, både vid Saab Flygdivisionen och vid Saab Personbilsdivisionen.
Han grundade konsultföretaget Enginnering Research AB 1986 och var ägare och chef till och med 2011.
Under åren 1991-1997 var Nilsson föreståndare för Nationellt Superdatorcentrum (NSC) vid Linköpings universitet.
Nilsson invaldes 1998 som ledamot av Ingenjörsvetenskapsakademien.

## Externa sidor
- Publikationer Larsgunnar Nilsson , Linköping University Electronic Press.